# Chiesa di Santa Maria presso San Satiro
La chiesa di Santa Maria presso San Satiro è una chiesa parrocchiale di Milano. La costruzione della chiesa fu intrapresa alla fine del Quattrocento per volere del duca Gian Galeazzo Sforza e più tardi proseguita da Ludovico il Moro come parte di un ambizioso programma di rinnovamento delle arti nel ducato, il quale prevedeva tra le altre cose di chiamare presso la corte milanese artisti da tutta Italia: l'edificio fu infatti progettato secondo nuove forme rinascimentali importate nel ducato da Donato Bramante. La chiesa, costruita inglobando il più antico sacello di San Satiro da cui prese il nome, è celebre per ospitare il cosiddetto finto coro bramantesco, capolavoro della pittura prospettica rinascimentale italiana.

## Storia
Il nucleo più antico del complesso fu fondato nel IX secolo per volere di Ansperto, vescovo di Milano, come una piccola chiesa dedicata a san Satiro, san Silvestro e sant'Ambrogio. L'anno esatto della fondazione risalirebbe all'876 secondo lo storico medievale Filippo di Castelseprio, all'868 secondo quanto riportato da Serviliano Lattuada nella sua Descrizione di Milano, all'869 secondo la Historia Patriae dello storico milanese Tristano Calco. La presenza di tale chiesetta è citata in documenti datati 972, 1087 e 1103, in cui viene confermata la giurisdizione dei monaci benedettini di Sant'Ambrogio sul piccolo edificio di culto e sullo xenodochio annesso.

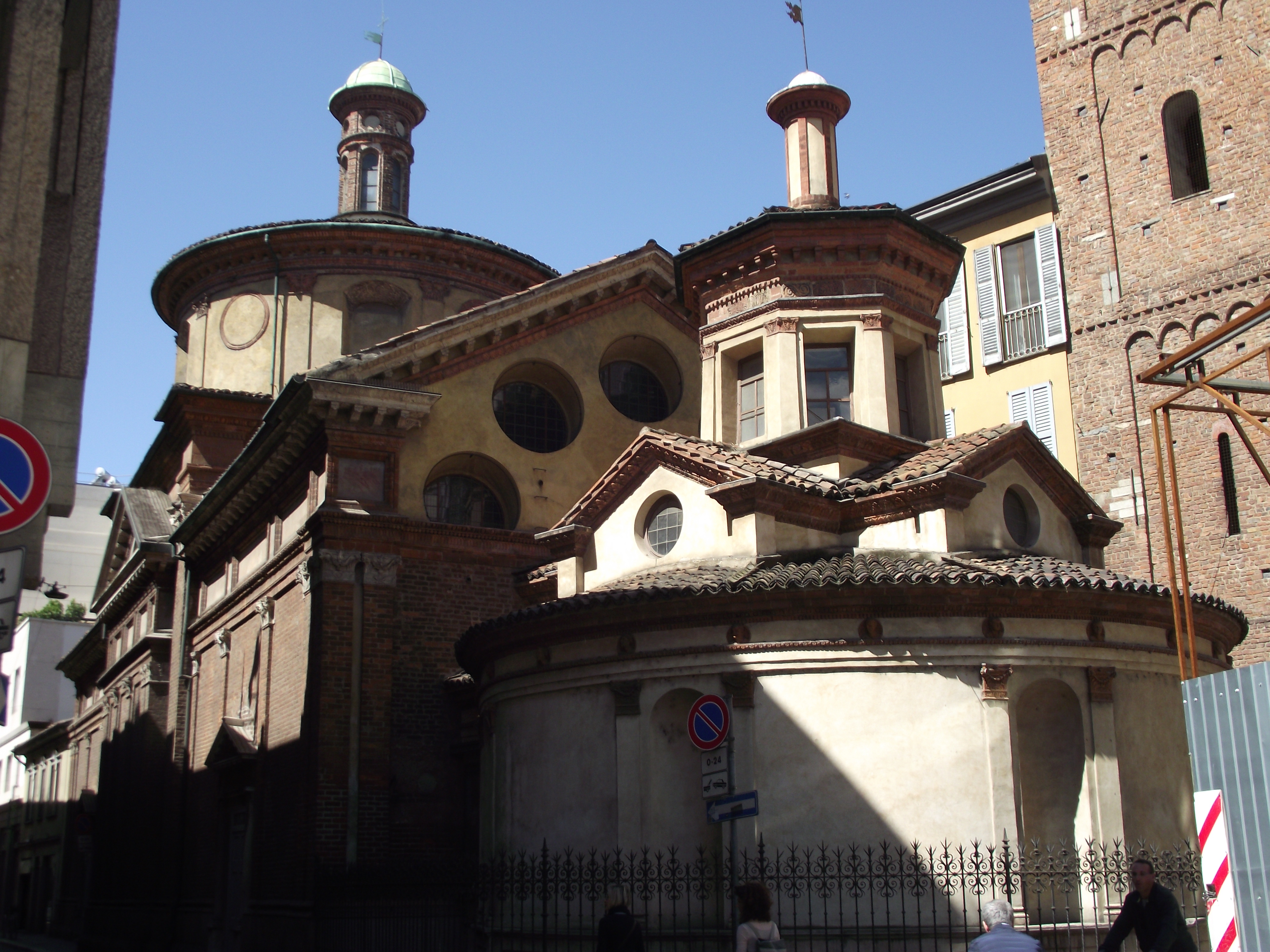
Vista del retro del complesso

Di natura più incerta è invece la presenza di una chiesa precedente, separata dal sacello, sull'area dell'attuale Santa Maria presso San Satiro: tale edificio sarebbe confermato da un documento in cui viene descritta la consacrazione di una chiesa impartita da Ariberto da Intimiano in quell'area nel 1036. Tale chiesa tuttavia non compare in un documento datato 1466 dove venivano elencate le chiese cittadine dell'epoca. Risalirebbe al 1242 l'avvenimento miracoloso che vide l'immagine della Vergine con Bambino, posta all'esterno del sacello, sanguinare in seguito ad una coltellata infertale da un giovane squilibrato, tale Massazio da Vigolzone: l'immagine restò esposta su un altare all'esterno del sacello, fino a quando circa due secoli più tardi fu decisa la costruzione di un tempio in cui ospitare l'opera.
Acquistati i terreni nel 1474, i lavori per la costruzione della nuova chiesa iniziarono nel 1478 per volere del duca Gian Galeazzo Sforza e della madre reggente Bona di Savoia, con il duplice obiettivo di consolidare il culto mariano e di abbellire la città con un edificio monumentale di pregio: l'ingaggio dell'architetto urbinate Donato Bramante avvenne solo tra il 1480 e il 1482, mentre è attestata al 1483 la prima commissione per la decorazione interna allo scultore di scuola padovana Agostino Fonduli, quando la struttura muraria era già stata completata. Nel 1486 furono iniziati i lavori per la decorazione della volta, mentre nello stesso anno venne assunto Giovanni Antonio Amadeo per la realizzazione della facciata, che vide completato soltanto lo zoccolo e non fu mai terminata. Un'ipotesi suggestiva, derivata da alcuni progetti presenti nel codice Ashburnham, suggerisce la presenza di Leonardo Da Vinci nei cantieri di restauro del sacello di San Satiro, eseguiti tra il 1492 e il 1499: i progetti leonardeschi non vennero però mai eseguiti a vantaggio della soluzione del Bramante. I lavori per la decorazione esterna della chiesa vennero definitivamente conclusi nel 1518.
La cronologia dei lavori della chiesa dopo i primi anni del Cinquecento è meno esaustiva rispetto a quella dei primi anni, tuttavia nel 1569 il cardinale Carlo Borromeo durante una visita pastorale annotò la presenza nella chiesa di quindici "cappelle", termine che all'epoca poteva indicare anche la semplice presenza di un piccolo altare decorato con una pala: decorazioni per la maggior parte andate perdute. Con l'operato del cardinale Borromeo e l'avvento in città del nuovo ciclo artistico legato alla Controriforma, la chiesa perse gradualmente importanza e considerazione nel patrimonio artistico cittadino, tanto che l'edificio non compare in nessuna delle numerose raffigurazioni di edifici cittadini dei due secoli successivi.

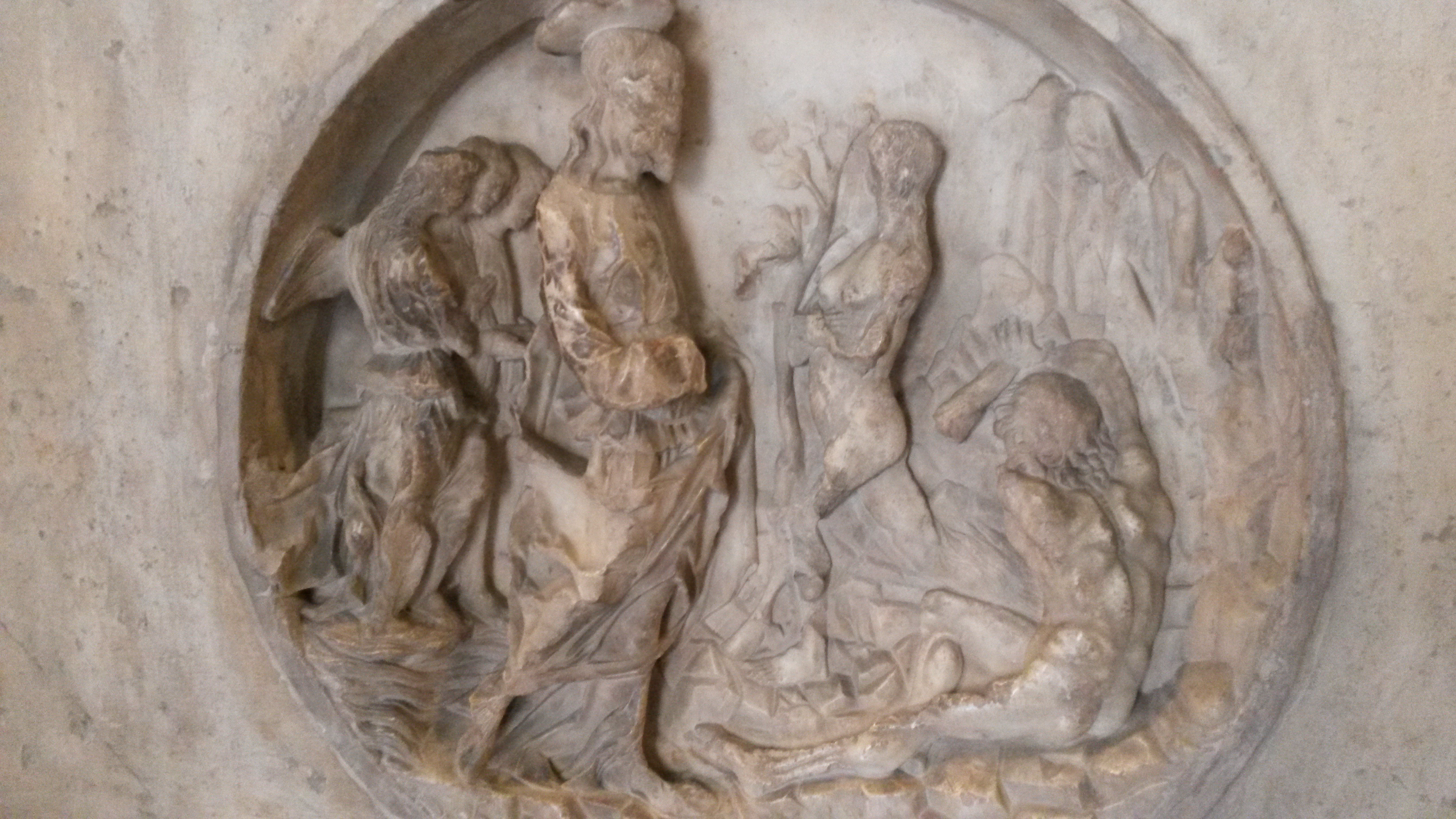
Resti dei bassorilievi della facciata dall'Amadeo esposti al castello Sforzesco

La chiesa non subì quindi particolari interventi, eccezion fatta per la rimozione di una serie di statue pericolanti del Fonduli sul cornicione della cupola, fino al XIX secolo, quando fu soggetta a tre restauri con cui vennero aggiunti l'altare maggiore e l'affresco della lunetta del finto coro. Sempre nel XIX secolo,  a opera dell'architetto Giuseppe Vandoni, furono rifatti l'ingresso della sacrestia, il fonte battesimale e la facciata. Contemporaneamente al rifacimento della facciata vennero presentate le proposte per il rifacimento dell'angusto spazio antistante alla chiesa. Tra i vari progetti presentati fu scelto ancora una volta quello del Vandoni, che prevedeva l'erezione di una corte porticata di forma quadrata; non fu possibile tuttavia trovare un accordo con i proprietari degli immobili circostanti per cui l'architetto ripiegò verso il semplice ampliamento dello spazio in una corte poligonale irregolare. Tra il 1939 e il 1942 l'intero complesso venne sottoposto ad un profondo restauro che ebbe il merito di restituire l'originale planimetria e struttura muraria interna del sacello di San Satiro, del quale i pesanti interventi nel corso della sua storia avevano stravolto l'antico aspetto.

## Architettura esterna

### Facciata

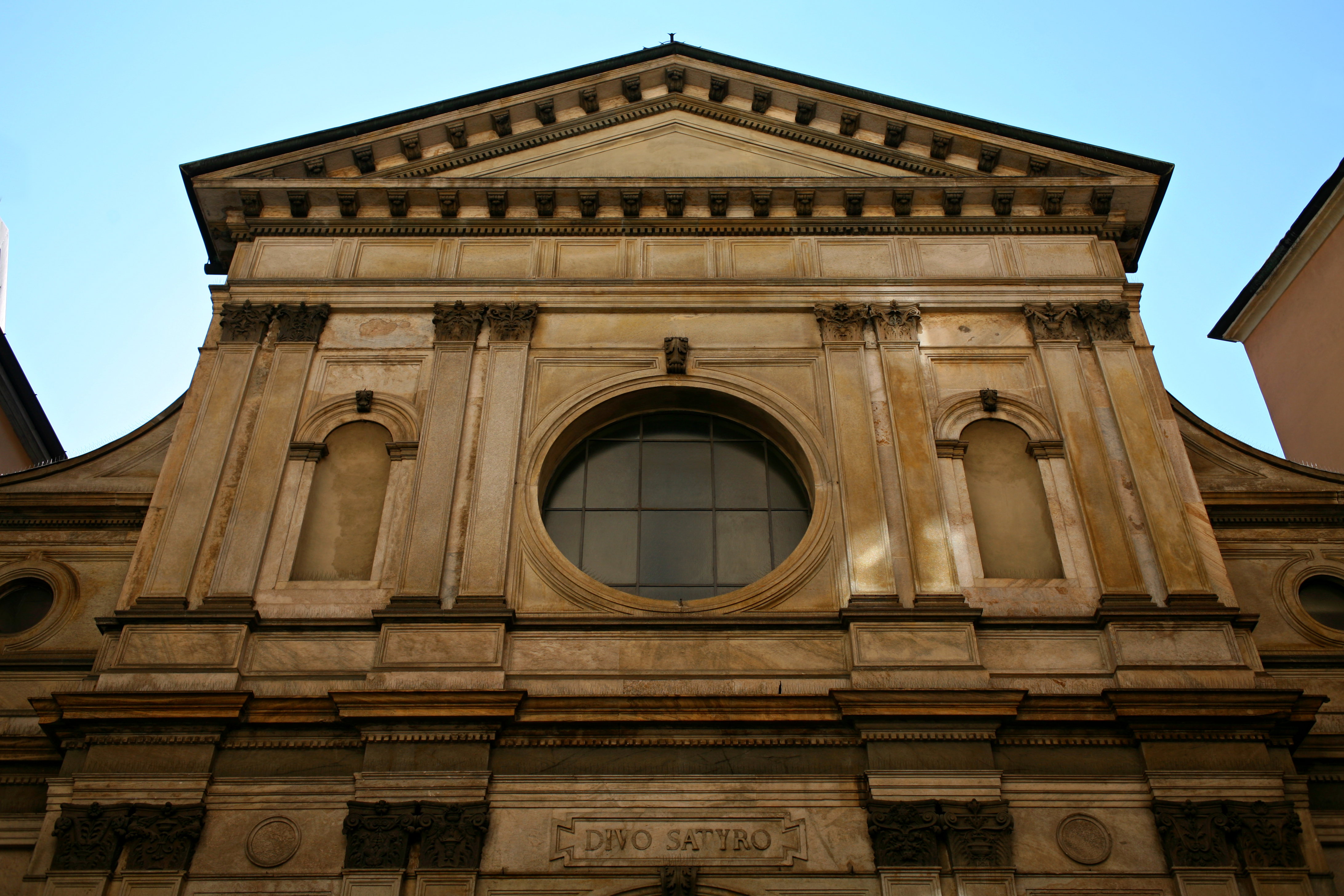
Parte superiore della facciata neorinascimentale

La facciata della chiesa fu lasciata incompiuta fino al XIX secolo: il progetto iniziale era stato assegnato all'Amadeo, che aveva realizzato lo zoccolo senza mai completare il lavoro, si pensa per divergenze di carattere artistico col Bramante, autore a sua volta di un disegno per la facciata. Tali resti, raffiguranti Santi e Storie veterotestamentarie, furono asportati per permettere l'esecuzione del nuovo progetto ottocentesco ed incamerati nelle raccolte d'arte dei musei del Castello Sforzesco.
Secondo Luca Beltrami l'antico progetto della facciata del Bramante sarebbe conservato al Louvre, tuttavia l'attribuzione alla chiesa non è unanimemente accettata: il disegno raffigura una facciata suddivisa in tre partiture verticali scandite da lesene di ordine gigante, con porte e finestre sormontati da timpani e oculi inscritti in semicirconferenze. Le partiture laterali sono sormontate da un timpano spezzato al centro da un elemento rettangolare decorato con un grande oculo inscritto in un semicerchio che riprende le decorazione delle finestre più in basso, sormontato a sua volta da un timpano:
(Rudolf Wittkower)

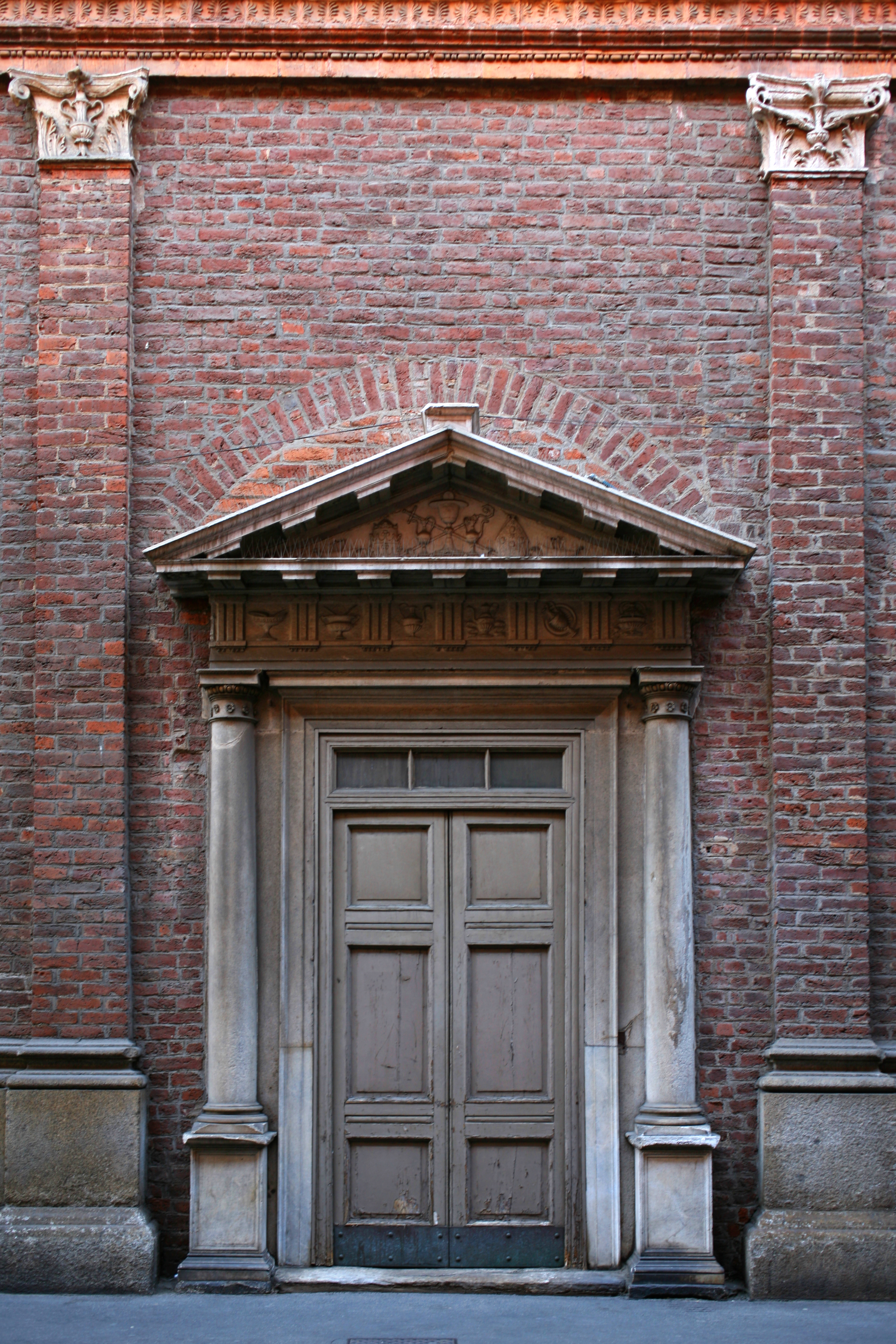
Portale d'ingresso della facciata posteriore

La critica è tuttavia concorde nel definire la mancata realizzazione di entrambi i progetti una grande perdita artistica, specie a fronte dei modesti risultati della facciata neorinascimentale:
(Francesco Malaguzzi Valeri)
La facciata definitiva della chiesa fu quindi realizzata nel 1871 da Giuseppe Vandoni che la concepì in forme neorinascimentali. Il prospetto è a salienti con paramento murario in marmo. La sezione centrale è leggermente aggettante rispetto a quelle laterali ed è suddivisa in due fasce orizzontali, divise in tre partiture verticali scandite da lesene corinzie, sovrapposte da un cornicione: nell'ordine inferiore si trova il portale leggermente strombato, mentre i corpi laterali presentano due monofore ad arco a tutto sesto. L'ordine superiore del corpo centrale, che riprende la partizione con lesene corinzie dell'ordine inferiore, è decorato dalle due nicchie laterali e dal rosone. La facciata è coronata da un semplice frontone triangolare. Il progetto mantenne dell'originario bramantesco solo il rosone e la cornice del portale, presentando al contrario un fronte più largo dell'aula, decisamente monumentale e con decorazioni ridondanti: la soluzione neorinascimentale suscitò scarsa approvazione quasi unanime nel mondo della critica architettonica.

### Facciata posteriore e cupola

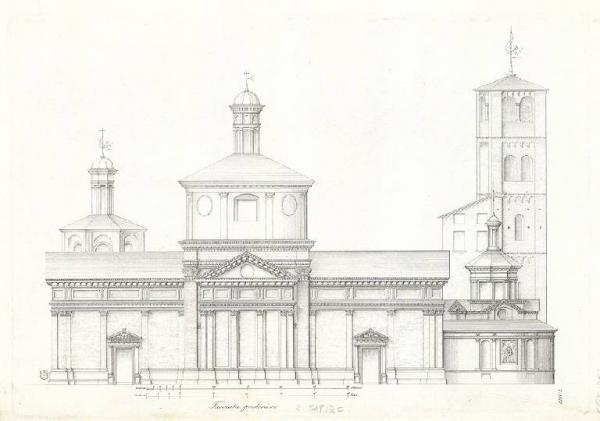
Retro della chiesa in un'incisione ottocentesca

La facciata posteriore, progettata dal Bramante su via Falcone, è formata da due corpi laterali e uno centrale leggermente aggettante, che corrisponde alla sporgenza del finto coro interno. Il corpo centrale è composto da un avancorpo scandito da paraste che reggono un architrave decorato con specchiature, sormontato da un frontone triangolare e il corpo leggermente arretrato delimitato da due paraste di ordine gigante che reggono un'ampia cornice. Nei corpi laterali viene ripetuta la decorazione dell'ordine minore centrale, con l'inserimento in ogni corpo di un portale delimitato da semicolonne sormontato da un timpano triangolare e di tre paraste per delimitare la facciata. Il disegno della facciata mostra un debito stilistico nei confronti della basilica di Sant'Andrea dell'Alberti a Mantova per l'utilizzo del fronte di tempio aggettante, mentre la soluzione delle paraste agli angoli trova un precedente nella basilica di Santa Maria delle Carceri di Giuliano da Sangallo.
La cupola si presenta a forma conica con copertura a tamburo, si pensa ispirata alla chiesa di San Bernardino di Urbino, dove il Bramante lavorò accanto a Francesco di Giorgio Martini: la decorazione della fascia del tamburo con tondi inframezzati da lesene di ordine corinzio riprende le forme della copertura della cappella Portinari. Il tiburio di forma circolare crea un contrasto con la copertura poligonale del tempietto di San Satiro a fianco, mitigato tuttavia dall'unitarietà della decorazione a semicolonne perimetrali dei due elementi.

### Sacello di San Satiro e campanile
Il sacello e il campanile costituiscono la parte originaria del complesso. L'attuale aspetto dell'antico sacello di San Satiro, chiamata anche cappella della Pietà, si deve ai rimaneggiamenti quattrocenteschi del Bramante: la struttura esterna è composta da una costruzione cilindrica, che ingloba l'antica struttura, in cui sono ricavate delle nicchie comprese tra lesene, coronata dal fregio decorato con tondi in cotto raffiguranti Putti. Sovrapposta alla struttura cilindrica vi è una costruzione a croce greca con le pareti traforate da oculi, coronata da un tiburio ottagonale con lanternino a colonna. La cornice del tiburio presenta una decorazione in cotto tipica del primo rinascimento lombardo.
Il campanile consiste in una torre a pianta quadrata in mattoni a vista, prototipo dell'architettura preromanica lombarda, e rappresenta l'unica parte esterna della costruzione non rimaneggiata nei secoli: sull'origine della torre campanaria vi sono due ipotesi che la fanno risalire rispettivamente al IX secolo, quindi coeva al sacello, o all'XI secolo. Il campanile è impostato su quattro ordini orizzontali scanditi dall'unione dei cinque archetti che poggiano su peducci con le lesene poste agli angoli della torre. Nell'ordine inferiore è presente una feritoia per lato, al secondo una finestra ad arco a tutto sesto per lato, al terzo due finestre ad arco a tutto sesto per lato, mentre l'ultimo ordine, dove sono presenti le campane, è decorato da bifore inframezzate da colonne in pietra.

## Architettura e decorazione interna
(Giorgio Vasari, Vite de' più eccellenti pittori, scultori, e architettori)

Pianta del complesso

La chiesa presenta una singolare pianta a croce commissa o a tau, ovvero una pianta a croce a cui è mancante il braccio superiore, che non fu possibile realizzare per mancanza di spazio: tale "problema" fu ovviato con la realizzazione del celebre finto coro di Donato Bramante. L'aula è divisa in tre navate, con la centrale più larga rispetto a quelle laterali, mentre il transetto è diviso in due navate, di cui quella verso via Falcone più larga: in entrambi i casi le navate maggiori presentano una copertura a botte decorata con lacunari e rosoni dipinti modellata sull'esempio della Basilica di Sant'Andrea dell'Alberti. Le navate laterali, sgombre da cappelle, presentano invece una volta a vela e sono decorate nelle pareti laterali con lunette e finti oculi affrescati.
L'aula è scandita da tre campate che poggiano su pilastri a croce con capitello corinzio. La pianta della chiesa è completata dal sacello di San Satiro, posto in maniera non allineata rispetto al transetto sinistro, e la sacrestia bramantesca, posta a lato della navata di destra.

### Transetto

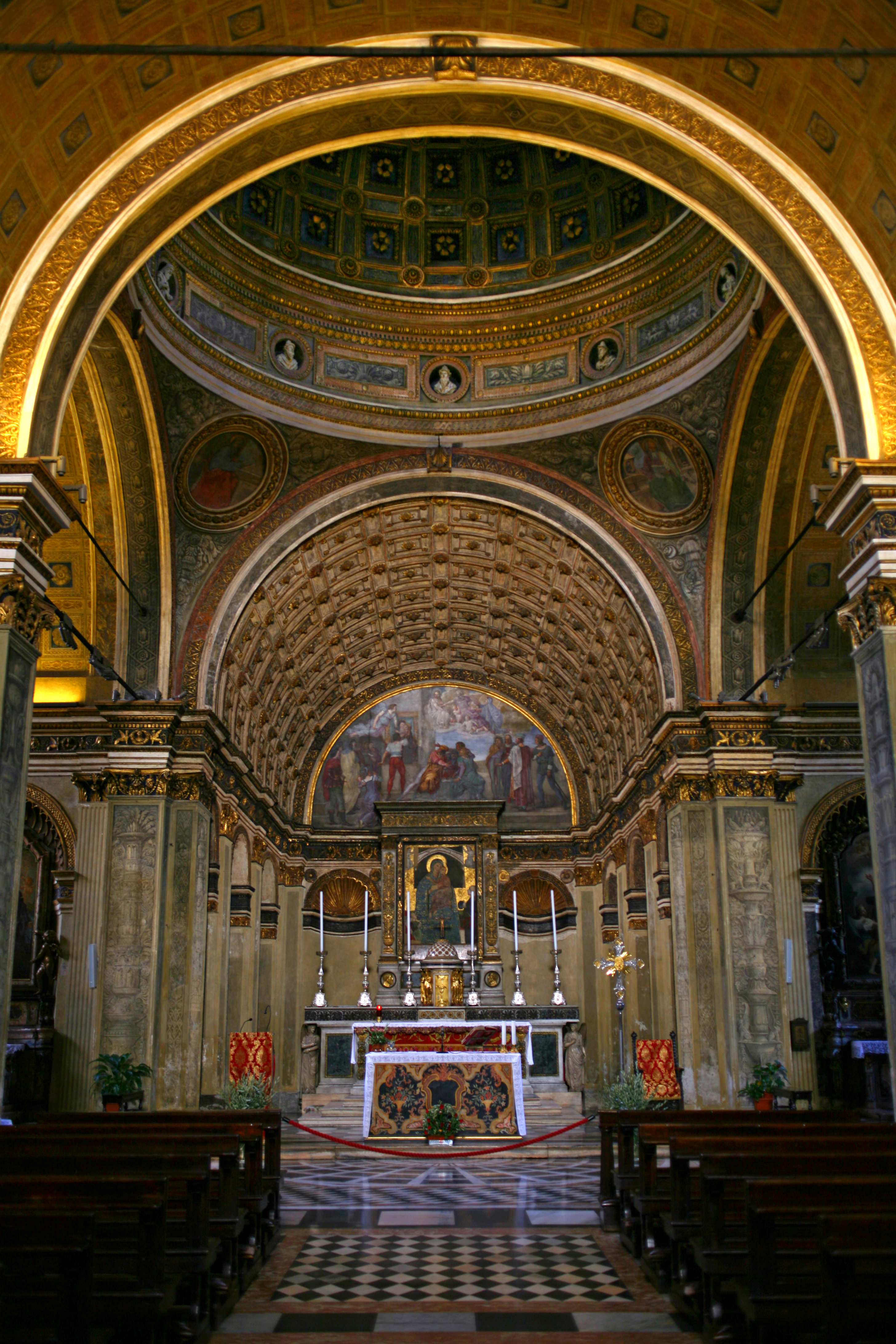
Navata centrale e finto coro del Bramante.

La testata del transetto sinistro è decorata nella lunetta da una raggiera di cinque oculi disposti attorno alla finestra semicircolare posta al centro dell'arco a tutto sesto: per tale struttura decorativa il Bramante si ispirò all'architettura della cappella dei Pazzi del Brunelleschi. Una struttura simile si può ritrovare nel timpano curvo di Santa Maria dei Miracoli di Venezia, di pochi anni successiva alla chiesa bramantesca. Lo spartito decorativo a "raggiera di occhi ad orologio" fu ripreso dallo stesso Bramante nel ninfeo di Genazzano e nella crociera di Santa Maria delle Grazie, e più tardi dal Palladio nella decorazione del portale di Villa Pojana. La testata del transetto destro è decorata da un altare ottocentesco di Felice Pizzagalli in cui è racchiusa la statua di San Luigi Gonzaga che soccorre un appestato, realizzazione sempre ottocentesca dello scultore Antonio Carminati.
Lo spazio della crociera è dominato dalla cupola emisferica, decorata con lacunari dipinti in oro e azzurro, che culmina in una piccola lanterna. Alla base della cupola, sulla fascia, sono presenti decorazioni in cotto di Agostino Fonduli, mentre i pennacchi sono decorati con quattro tondi affrescati con gli Evangelisti della scuola di Vincenzo Foppa. Anche in questo caso la decorazione e la divisione degli spazi mostrano un notevole influsso delle forme della cappella dei Pazzi del Brunelleschi.
Nel transetto destro, a fianco dell'altare maggiore, vi è l'altare di San Teodoro, decorato con marmi policromi e dalla pala d'altare raffigurante l'Estasi di san Filippo Neri di Giuseppe Peroni.
Tra le opere presenti anticamente nel transetto della chiesa si possono ricordare:
- Santa Barbara, pala d'altare di Giovanni Antonio Boltraffio, conservata alla Gemäldegalerie di Berlino;
- affreschi del Bergognone, staccati dalla parete ed assegnati alla Pinacoteca di Brera nel 1868;
- Sant'Isidoro di Federico Bianchi, citato nelle antiche descrizioni della chiesa e probabilmente disperso.

All'inizio del XVII secolo risultavano infine presenti nella chiesa 26 lapidi sepolcrali, tutte eliminate dalla chiesa in seguito all'ingresso delle truppe francesi nel 1797.

### Il finto coro

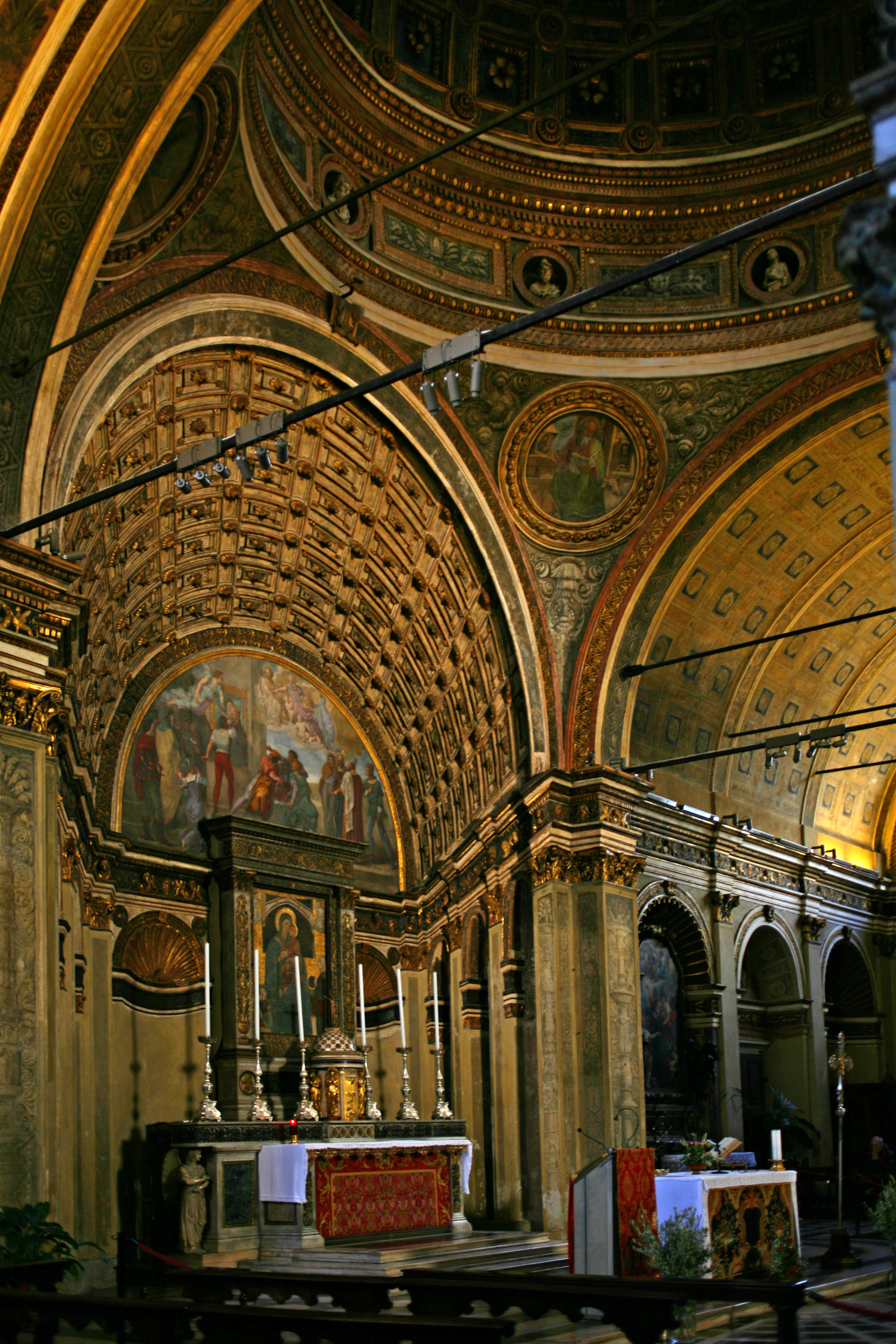
Vista laterale del finto coro in cui appare più chiara la costruzione prospettica

Uno dei principali ostacoli alla realizzazione di un impianto monumentale era la mancanza di spazio per la realizzazione del coro, dal momento che lo spazio alle spalle del transetto era occupato dalla contrada del Falcone. Il problema fu brillantemente risolto dal Bramante mediante la realizzazione di rilievi e modanature in cotto successivamente dipinti a formare una fuga prospettica che simulasse in 97 centimetri di profondità uno spazio pari ai bracci del transetto di 9,7 metri ispirata ai precedenti studi dell'Incisione Prevedari, diventando il punto di forza dell'edificio:
Il finto coro presenta uno spartito decorativo con volta a botte a cassettoni composta da tre arcate in maniera identica all'aula e termina nell'illusione prospettica in una controfacciata nelle cui parti laterali sono presenti due nicchie coronate da conchiglie, mentre nella lunetta è affrescato l'episodio miracoloso secondo cui il quadro della Madonna col Putto avrebbe sanguinato a seguito della coltellata di un giovane. Tale immagine è custodita nell'altare maggiore, a cui il finto coro fa da contorno. Le pareti sono decorate con nicchie probabilmente riprese dalla decorazione del vecchio duomo di Urbino.
La soluzione, considerata antesignana di tutti gli esempi di trompe-l'œil successivi, costituisce in realtà un esempio di stiacciato trasferito dalla scultura all'architettura. Nella sua perfetta costruzione prospettica, l'opera mostra l'influsso delle ricerche di Piero della Francesca, Donatello e Masaccio nel campo della rappresentazione illusionistica, mentre l'esecuzione potrebbe essere stata mutuata dai tabernacoli marmorei di Michele di Giovanni da Fiesole. Il debito stilistico nel disegno prospettico appare molto chiaro dalle similitudini con la Trinità di Masaccio, ma soprattutto con la Pala di Brera di Piero della Francesca. L'illusione prospettica del finto coro bramantesco, ampiamente citata e descritta nei trattati d'arte dell'epoca, fu successivamente ripresa dal Borromini nella realizzazione della Galleria prospettica di palazzo Spada.

### Sagrestia bramantesca

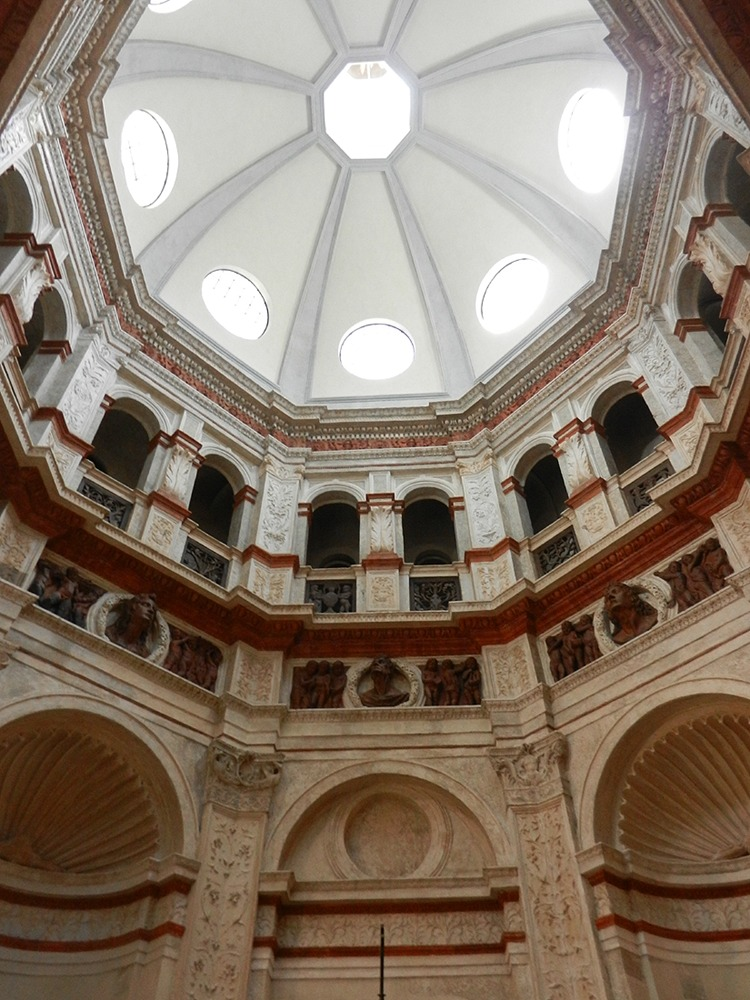
Decorazione della sagrestia bramantesca

Nella navata destra si trova l'ingresso per la sagrestia bramantesca della chiesa: dalle forme decisamente più slanciate rispetto a quelle del resto della chiesa, presenta una pianta ottagonale derivata dai battisteri paleocristiani ed è impostata su due ordini orizzontali. L'ordine inferiore prevede nicchie piatte e concave alternate inframezzate da lesene angolari decorate che terminano sul fregio in cui sono inserite le ricche decorazione di Putti e Teste in terracotta di Agostino Fonduli. L'ordine superiore prevede un ambulacro composto da bifore separate dalla prosecuzione delle lesene dell'ordine inferiore di cui riprendono i motivi decorativi. L'ambiente è chiuso da una cupola a otto spicchi in ciascuno dei quali è presente un oculo. L'architettura risulta così nel complesso essere un'elegante fusione tra il disegno dalle linee geometriche pulite e chiare della scuola rinascimentale toscana e i ricchi spartiti decorativi lombardi: è noto infatti che la decorazione plastica di Agostino Fonduli fu mitigata dall'intervento del Bramante: l'influenza dell'architetto urbinate emerge nelle decorazioni in terracotta di Scene mitologiche, simili per stile alla decorazione nel cortile di palazzo della Gherardesca di Giuliano da Sangallo, con il quale Bramante condivise la formazione sui modelli del Brunelleschi.
La struttura ottagonale della sagrestia bramantesca scandita da lesene angolari con nicchie e bifore venne direttamente ripresa in un altro capolavoro del rinascimento lombardo, il santuario dell'Incoronata di Lodi eseguito da Giovanni Battaggio, allievo del Bramante che lo affiancò nei cantieri di Santa Maria presso San Satiro. L'impianto ottagonale ad ordini orizzontali sovrapposti venne riproposto nella cappella Trivulzio della basilica di San Nazaro in Brolo ad opera di Bartolomeo Suardi, detto "il Bramantino" per la sua aderenza ai modelli dell'artista urbinate.

### Sacello di San Satiro

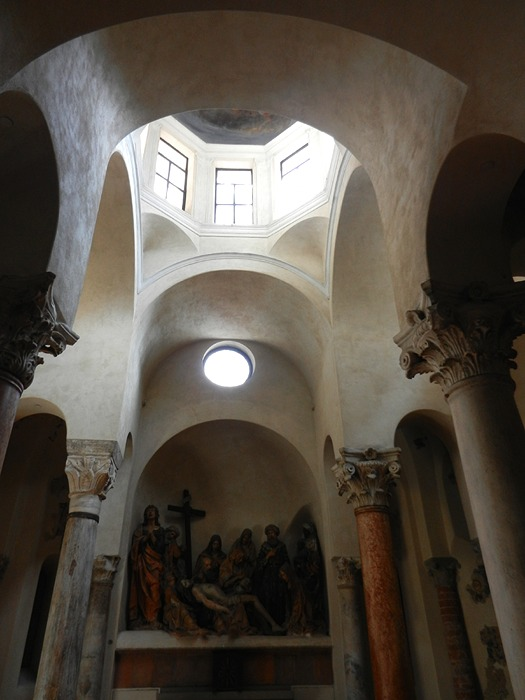
Interno del sacello

Il sacello di San Satiro, chiamato anche cappella di Pietà dopo gli interventi rinascimentali, presenta una struttura con pianta a cella tricora sovrapposta ad un quadrato con colonne perimetrali: elementi che assieme ai frammenti di affreschi di epoca carolingia costituiscono il nucleo originario della costruzione. Alcune delle colonne perimetrali, in pietra e ornate con capitelli corinzi, sarebbero state prelevate da edifici della città di epoca tardo-romana ed inserite nel sacello, mentre altre sono in cotto e risalgono agli interventi bramanteschi, così come le colonne alternamente in marmo rosso di Verona e marmo cipollino su cui poggiano gli archi rampanti posti a fianco delle volte angolari e il lanternino posto in sommità della struttura.
Sulla derivazione della caratteristica pianta esistono molte ipotesi: dall'oratorio carolingio di Germigny-des-Prés, a influssi bizantini o addirittura armeni; tuttavia l'ipotesi più accreditata è che il modello della pianta del sacello fosse una delle cappelle della milanese basilica di San Lorenzo. Schemi a pianta centrale tuttavia non erano rari per l'epoca in area lombarda e tra gli esempi più celebri di architettura derivata da San Satiro si può citare il battistero di Galliano a Cantù.
Tra le decorazioni coeve alla costruzione bramantesca si ha la Pietà, un gruppo di statue in terracotta dipinta, di Agostino Fonduli. Il gruppo consta di quattordici figure eseguite con la tecnica del panneggio bagnato. La scena si focalizza sul Cristo morente tra le braccia di Maria, forse ripreso dallo scomparso tramezzo affrescato della chiesa di San Giacomo della Cerreta a Pavia di Vincenzo Foppa, schema non comune nell'Italia settentrionale dell'epoca tuttavia giustificato da un ripreso interesse verso il culto mariano di quegli anni per cui era stato costruito il nuovo santuario. Lo schema complessivo dell'opera fu ripreso pochi anni più tardi nell'affresco delle Deposizione di Martino Spanzotti per la chiesa di San Bernardino di Ivrea e nel Compianto nella chiesa di Santa Maria delle Grazie a Varallo di Gaudenzio Ferrari.

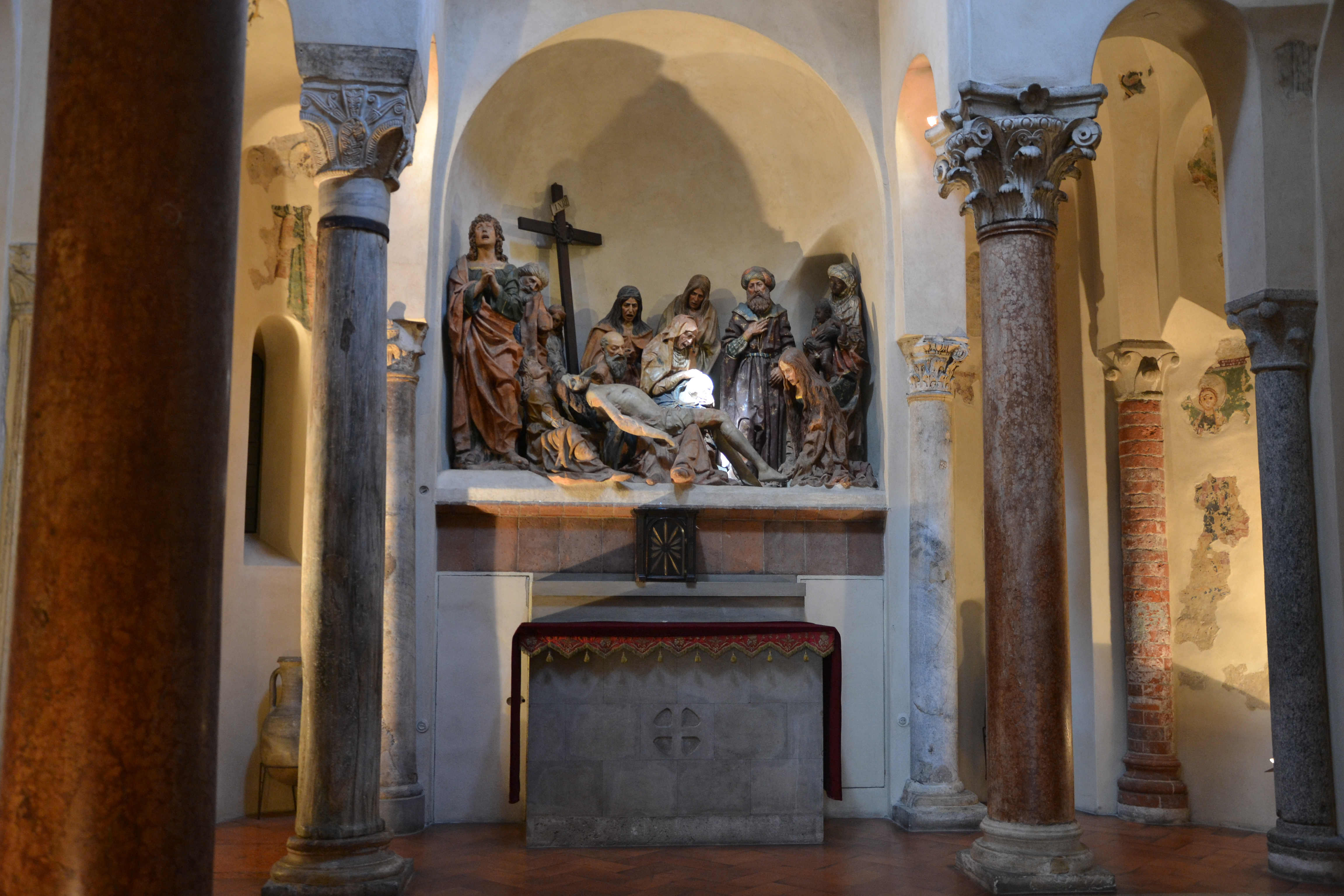
La Pietà di Agostino Fonduli.

L'esecuzione fu tra i primi lavori dello scultore padovano a Milano, come testimoniato dallo stile caricaturale e ruvido influenzato solo in minima parte dal classicismo milanese dell'epoca, come invece si nota nelle decorazioni della sagrestia bramantesca. Al contrario, il gruppo della Pietà testimonia ancora l'aderenza a modelli del rinascimento padovano, come testimoniato dalle figure di San Giovanni e di due Angeli ripresi da un'incisione del Seppellimento di Cristo di Andrea Mantegna, così come la similitudine tra il realismo Cristo morto e quello del Cristo del gruppo scultoreo. Non mancano infine debiti stilistici nei confronti di Donatello nella realizzazione della Maddalena, forse modellata sulla Maddalena penitente per il battistero di San Giovanni di Firenze: stile probabilmente appreso dal padre, fonditore di bronzo, che collaborò con Donatello nei cantieri della basilica di Sant'Antonio di Padova. Nel suo complesso lo stile realistico e la caratterizzazione degli stato d'animo dei personaggi furono precursori degli studi più approfonditi che avrebbero caratterizzato lo stile di Leonardo negli anni successivi.
Nel sacello sono infine presenti dei frammenti di affreschi databili tra il IX e il XIII secolo riscoperti durante un intervento di restauro della cappella tra il 1939 e il 1940. La decorazione a fresco, che ricopriva in origine tutte le superfici del sacello ad eccezione delle colonne, mostra una spiccata influenza di modelli bizantini: tra i frammenti superstiti si possono osservare principalmente Santi e due rappresentazioni della Croce

## Parrocchia
La chiesa di Santa Maria presso San Satiro è titolare della parrocchia di San Satiro, l'unica in Italia dedicata al santo. La fonte più antica attestante l'esistenza della parrocchia risale al 1209 e riguarda la concessione d'uso di una proprietà della chiesa: tuttavia è probabile che la parrocchia sia molto più antica. Tra il XVIII e il XIX secolo la parrocchia ampliò la propria giurisdizione grazie alla riorganizzazione dell'assetto ecclesiastico giuseppino e napoleonico, incorporando le parrocchie di San Giovanni in Laterano, Santa Maria alla Rosa, San Mattia alla Moneta, Santa Maria Beltrade e San Sepolcro. La chiesa possiede il titolo di basilica prepositurale.

### Fonti antiche
- Serviliano Latuada, Descrizione di Milano ornata con molti disegni in rame delle fabbriche più cospicue che si trovano in questa metropoli, vol. 2, Milano, Tipografia Giuseppe Cairoli, 1752.
- Paolo Rotta, Passeggiate storiche, ossia Le chiese di Milano dalla loro origine fino al presente, Milano, Tipografia del Riformatorio Patronato, 1891, SBN MIL0438962.
- Giorgio Vasari, Vite de' più eccellenti pittori, scultori ed architettori, vol. 2, Firenze, Giunti, 1568.

### Fonti moderne
- Sandrina Bandera Bistoletti, La "Pietà" di Agostino de' Fonduli in San Satiro nell'occasione del suo restauro, in Arte Lombarda, vol. 3-4, n. 86-87, Milano, Il Vaglio Cultura Arte, 1988, ISSN 0004-3443 (WC · ACNP). URL consultato il 16 febbraio 2016 (archiviato dall'url originale il 28 aprile 2014).
- Stefano Borsi, Bramante, Milano, Giunti, 2015, ISBN 978-88-09-99358-7.
- Cesare Brandi, Disegno dell'architettura italiana, Roma, Castelvecchi, 2013, ISBN 978-88-7615-918-3.
- Adele Buratti Mazzotta (a cura di), Insula Ansperti: il complesso monumentale di San Satiro, Milano, Amilcare Pizzi, 1992, ISBN 88-366-0370-X, SBN TO00069877.
- Filippo Camerota, Nel segno di Masaccio: l'invenzione della prospettiva, Firenze, Giunti, 2001, ISBN 88-09-02329-3.
- Pierluigi De Vecchi, Elda Cerchiari, I tempi dell'arte, vol. 2, Milano, Bompiani, 1999, ISBN 88-451-7212-0.
- Maria Teresa Fiorio, Le chiese di Milano, Milano, Electa, 2006, ISBN 88-370-3763-5.
- Christoph Luitpold Frommel, Architettura del Rinascimento italiano, Milano, Skira, 2009, ISBN 978-88-572-2453-4.
- Paolo Mezzanotte, Giacomo Bascapè, Milano nell'arte e nella storia, a cura di Gianni Mezzanotte, Milano, Bestetti, 1968, SBN SBL0090392.
- Maria Cristina Passoni, Jacopo Stoppa, Il tardogotico e il Rinascimento, Milano, Nodo libri, 2000, ISBN 88-7185-077-7.
- Giuseppe Rocchi, La diffusione dei modi rinascimentali a Milano: esemplificazioni, in Arte Lombarda, vol. 3-4, n. 86-87, Milano, Il Vaglio Cultura Arte, 1988, ISSN 0004-3443 (WC · ACNP). URL consultato il 16 febbraio 2016 (archiviato dall'url originale il 28 aprile 2014).
- Gianfranco Spagnesi, Progetto e architetture del linguaggio classico, Milano, Jaka Books, 1999, ISBN 88-16-40488-4.